# Borovnice (districtul Benešov)
Borovnice (pronunție în cehă [ˈborovɲɪtsɛ], în germană Borownitz) este o comună și un sat în districtul Benešov din regiunea Boemia Centrală din Republica Cehă. Se află la aproximativ 12 km sud-est de orașul Vlašim. Are o populație de aproximativ 90 de locuitori. În sat se găsește Biserica „Sfinții Petru și Pavel”, construită în stil neoromanic.

## Istorie
Prima mențiune scrisă a satului datează din anul 1352.

## Obiective turistice

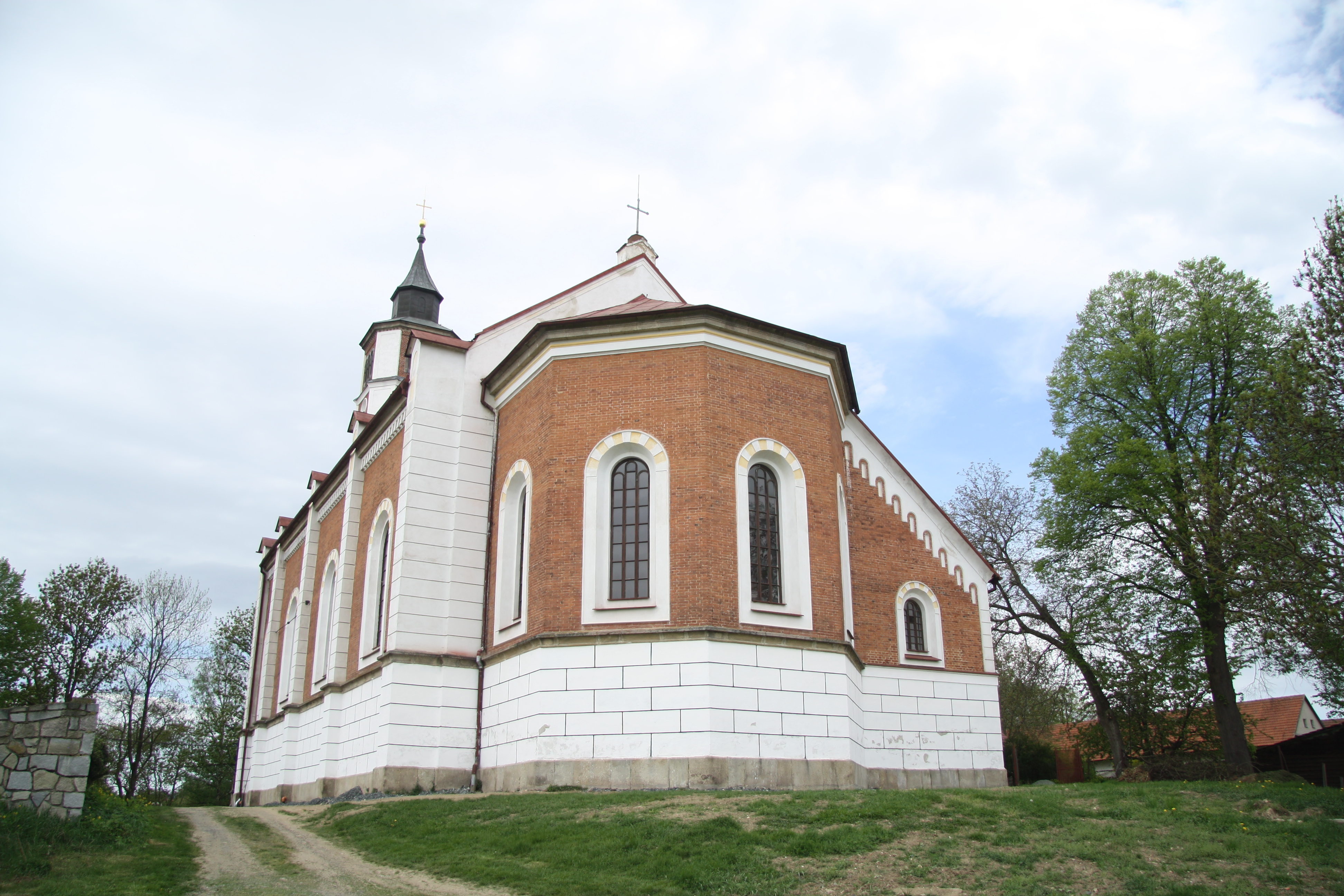
Biserica „Sfinții Petru și Pavel” din Borovnice

În sat se găsește Biserica „Sfinții Petru și Pavel”, construită în stil neoromanic. O biserică se afla inițial în locul acesteia în secolul al XIV-lea. A fost menționat un preot paroh în anii 1350. 
În secolul al XVI-lea, preoții husiți s-au stabilit aici, dar au plecat cu toții până în 1624. În 1843, frontonul bisericii s-a prăbușit și, prin urmare, biserica a fost demontată. La 10 iulie 1854 a fost pusă piatra de temelie a noii biserici, care a fost construită pe cheltuiala Fundației Religioase. A fost sfințită la 13 noiembrie 1859. În timpul celui de-Al Doilea Război Mondial, clopotele bisericii au fost rechiziționate.
La 3 mai 1958, Biserica „Sfinții Petru și Pavel” a fost inclusă pe lista monumentelor culturale. Biserica a fost renovată între 1989 și 1991, tencuiala, acoperișul și interiorul fiind reparate. În 1991 au fost instalate și clopote noi. Au fost fabricate de compania Dytrichová din Brodek, lângă Brodek u Přerova⁠(d). Din 1998, biserica este administrată de Parohia Čechtice⁠(d).